# Solferino (Chihuahua)
Solferino este un oraș în partea nordică a statului Chihuahua, din Mexic.

## Geografie
Coordonatele geografice ale așezării sunt: 26°76'66" latitudine nordică și 105°16'67" longitudine vestică. Orașul este amplasat la 1 509 metri deasupra nivelului mării.